# BLS Re 486
De Re 486 is een elektrische locomotief van het type Bombardier TRAXX F140 MS2, bestemd voor het goederenvervoer van de Zwitserse spoorwegonderneming BLS AG.

## Geschiedenis
In de jaren 90 gaf de Deutsche Bundesbahn aan de industrie opdracht voor de ontwikkeling van nieuwe locomotieven ter vervanging van locomotieven van de types 103, 151, 111, 181.2 en 120. Hierop presenteerde AEG Hennigsdorf in 1994 het prototype 12X die later als Baureihe 145 door Adtranz te Kassel werd gebouwd. Uit dit prototype ontstond een groot aantal varianten.
Deze locomotieven worden tegenwoordig door Bombardier te Kassel gebouwd. De ruwbouw van de locomotiefkasten vindt sinds 2008 plaats in de werkplaats in Wrocław en de eindmontage in de vestiging Kassel.

## Constructie en techniek
De locomotief heeft een stalen frame. De tractie-installatie is uitgerust met draaistroom en heeft driefasige asynchrone motoren in de draaistellen. Iedere motor drijft een as aan.

## Nummers
De locomotieven worden door de BLS als volgt genummerd:
- Re 486 501 - 486 510